# Azorella compacta

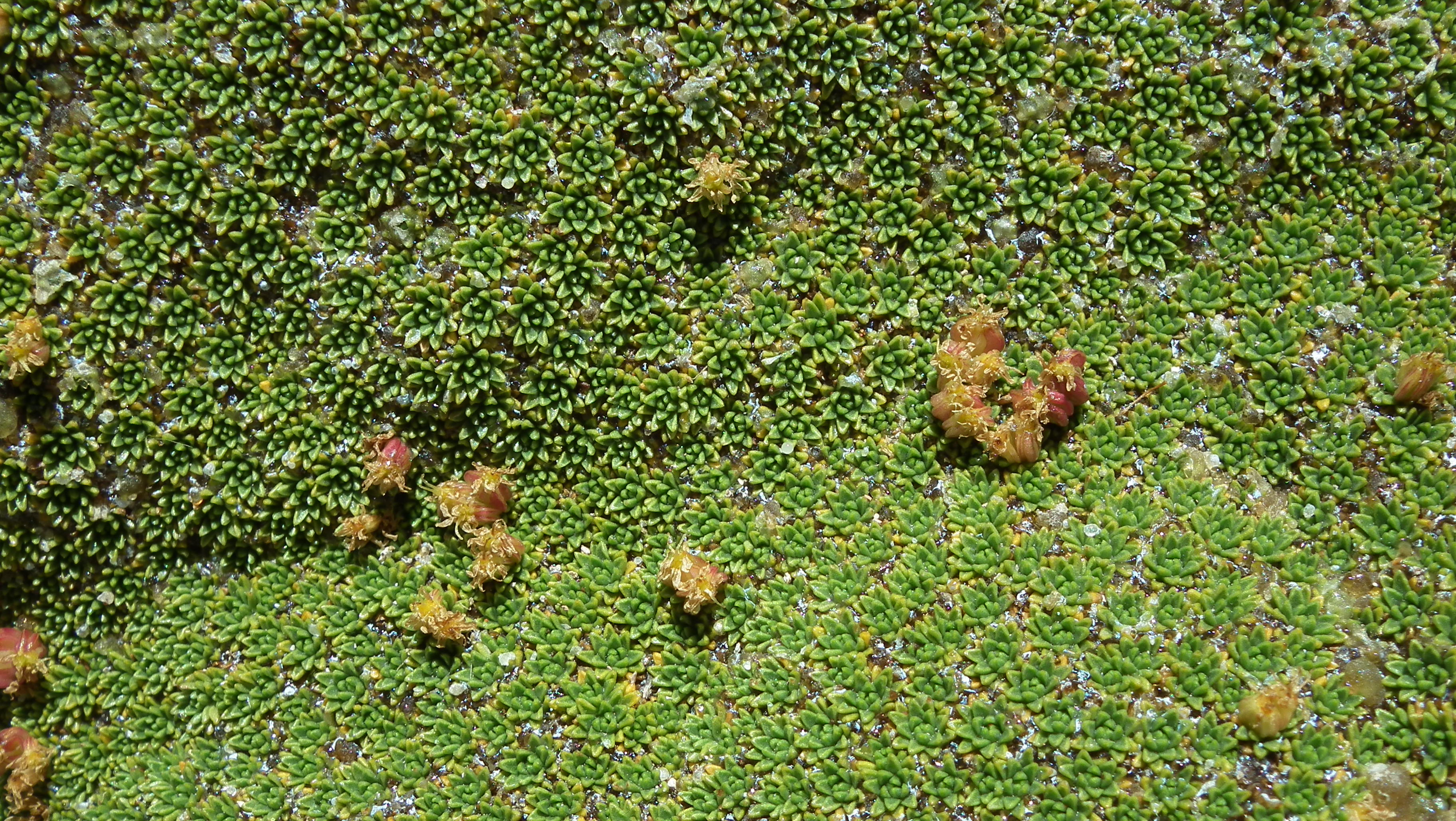
Superficie de una yareta.

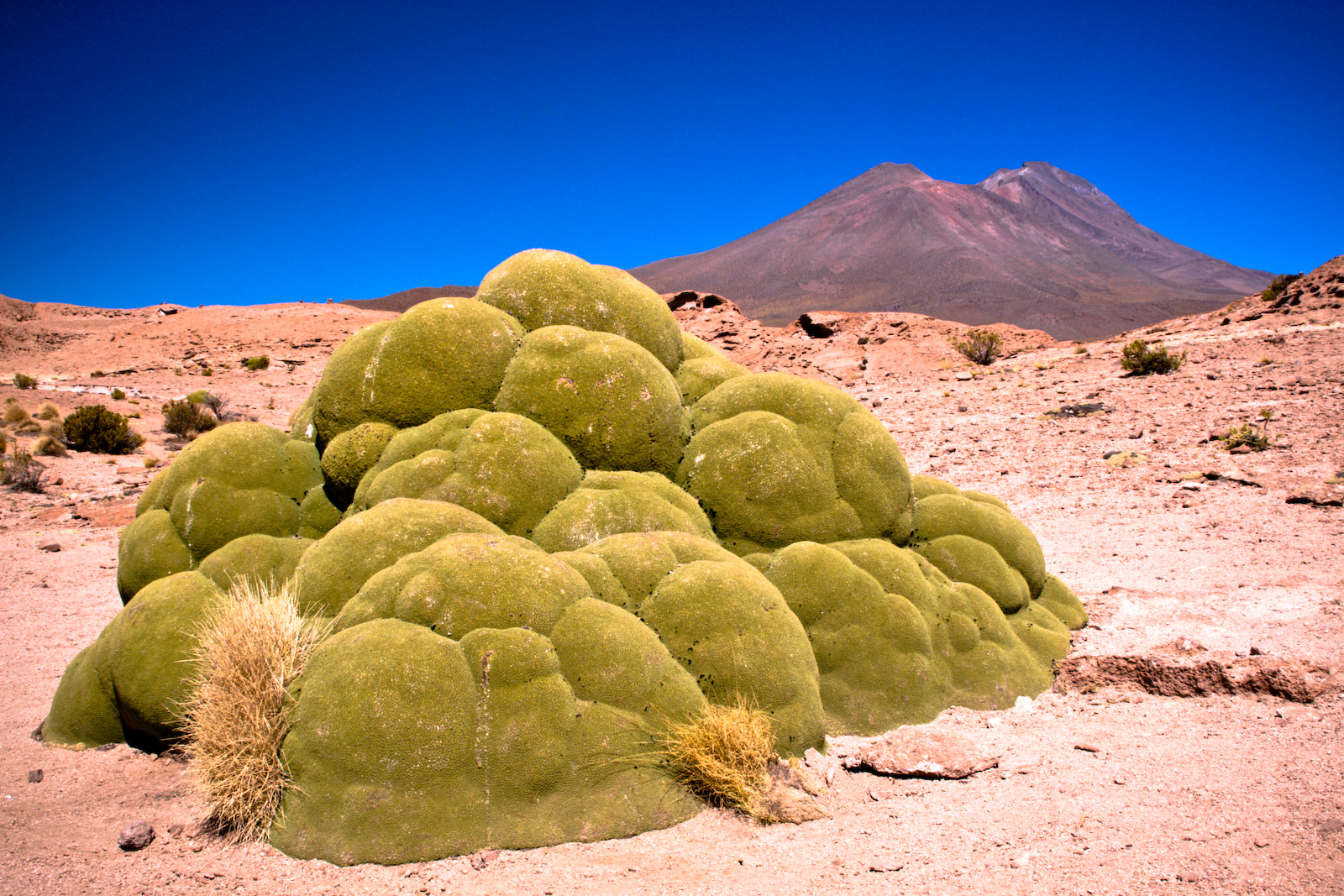
Yareta con 3000 años de antigüedad.

Azorella compacta, conocida comúnmente como llareta o yareta (o yarita, del kunza), es una especie fanerógama de la familia Apiaceae, nativa de Sudamérica.

## Descripción
Yareta es un arbusto caméfita que alcanza hasta 1 m de altura por 1-2 de diámetro. Crece formando una compacta masa redondeada formada por numerosos tallos dispuestos en roseta, con hojas (3-6 cm de largo x 1-4 de ancho) resinosas. Las inflorescencias terminales son en umbela, con 1 a 5 pequeñas flores amarillo verdosas. Son hermafroditas (tiene órganos masculinos y femeninos) por lo que se auto-poliniza (autogamia) por intervención de los insectos. El fruto es un pequeño esquizocarpo (4-5 mm) seco con una sola semilla.
 Es una especie muy longeva y de crecimiento muy lento.

## Distribución y hábitat
Se distribuye por la Puna de los Andes, en Perú, Bolivia, Chile y Argentina. Se encuentra en altitudes entre 3200 a 4800  m s. n. m.
Habita zonas de altiplano y alta montaña. Crece en laderas rocosas de volcanes, en medios nutricionalmente pobres. Está bien adaptada a la insolación alta, típica  de las alturas. Crece en matas bien densas, para reducir pérdidas de calor, y muy cerca del suelo donde la temperatura del aire es de 1 o 2 °C más alta debido a la re-absorción de radiación de onda larga re-irradiada por el suelo (que es usualmente negro grisáceo a negro, en la Puna).

## Taxonomía
Azorella compacta fue descrita por Rodolfo Amando Philippi y publicado en Anales del Museo Nacional de Chile. Segunda Sección --- Botánica 8: 28. 1891.

## Usos
Ha sido utilizada como combustible desde la antigüedad, así como para extraer resina de sus hojas. Las flores tienen aplicaciones medicinales.
 La sobreexplotación y degradación de su ecosistema ha provocado su extinción en algunas zonas.